# Íris Stefanelli
Irislene "Íris" Stefanelli (sinh ngày 23 tháng 7 năm 1979 tại Tupã, São Paulo, Brazil) là một nhân vật truyền hình, nữ diễn viên và người dẫn chương trình truyền hình người Brazil. Từ tháng 3 đến tháng 7 năm 2008, cô làm việc với một người đồng tổ chức tại Transalouca (Transamérica Pop Radio) và hoạt động trong nhà hát. Hiện tại, cô là người dẫn chương trình TV Fama.

## Tiểu sử
Sinh ra ở Tupã, một thành phố phía tây São Paulo, là con đầu lòng của Antonio Carlos Stefanelli và Aparecida Clarice Stefanelli, một gia đình có nguồn tài chính hạn hẹp, Íris Stefanelli được nuôi dưỡng tại Uberlândia, Minas Gerais. Íris học ngành điều dưỡng tại trường đại học cho đến giai đoạn tiếp theo và đã làm việc như một nữ nhân viên bán hàng độc lập để hỗ trợ việc học của mình.
Lần xuất hiện đầu tiên của cô trên truyền hình là trong chương trình thực tế Big Brother Brazil phiên bản thứ 7, từ đó cô bị loại trong tuần thứ 7. Cô đã có một sự tham gia đặc biệt trong cùng một chương trình thực tế ở Argentina. Sau đó, cô bắt đầu xuất hiện thường xuyên trên các phương tiện truyền thông và giành được một số giải thưởng. Cô là trang bìa của một số tạp chí và tham gia nhiều chiến dịch, ngoài việc tham dự các sự kiện và diễu hành.
Stefanelli cũng đã lên trang bìa của tạp chí Playboy phiên bản Brazil, trong ấn bản kỷ niệm của tạp chí, và được coi là phiên bản bán chạy nhất của tạp chí năm 2007 
Theo Jornal Extra, trang web của cô là một trong những trang web được truy cập nhiều nhất trong số các nghệ sĩ ở Brazil, với 1,5 triệu lượt truy cập trong ba tháng.
Có hai nhân vật được tạo ra bắt chước cô bởi Rogério Martins và Robson Rocha, Sirizinha và Sirizinha Baby, dành riêng cho những trẻ em hâm mộ cô. Vào tháng 12 năm 2007, Íris đã cho ra mắt thương hiệu nhân vật Sirizinha. Năm 2008, cô bắt đầu sưu tập kho quần áo trẻ em mới.